# Попова, Марта
Ма́рта Иванова Попо́ва (болг. Марта Иванова Попова; 17 февраля 1891, Трявна — 11 марта 1974, София) — болгарская драматическая актриса и одна из первых деклараторов в Болгарии. Герой Социалистического Труда НРБ (1968). Народная артистка НРБ (1950). Лауреат Димитровской премии (1949). Член БКП с 1944 года.

## Биография
Родилась 17 февраля 1891 года в Трявне. Окончила гимназию в Софии, училась в течение года в селе Церово. С 1910 года стажёр-актриса в Национальном театре и участвовала в хоре Константина Рамаданова. С 1911 по 1913 год изучала пение и драматическое искусство в Праге. По возвращении в Болгарию — актриса в Национальном театре. В 1925 году она стала частью драматической школы Николая Массалитинова.
Умерла 11 марта 1974 года. 28 мая 2008 года в квартале «Лозенец» в Софии открыта мемориальная доска Марты Поповой. Надпись на ней гласит: «В память о великой болгарской актрисе Марте Поповой, лауреате государственных наград, с благодарностью».

## Роли
Марта Попова перевоплощалась в десятки ролей, в том числе:
- Дорина — «Тартюф» Мольера
- Беатриче — «Много шума из ничего» Шекспира
- Гина — «Дикая утка» Ибсена
- Анна Андреевна — «Ревизор» Гоголя
- Костанда — «Свекровь» Страшимирова
- Славка — «Тревога» Василева

## Книги
В 1972 году были опубликованы её мемуары «На сцене и в жизни».

## Признание и награды
- Герой Социалистического Труда НРБ (1968)
- Орден «9 сентября 1944 года» II степени (30 декабря 1946)
- Заслуженная артистка НРБ (9 сентября 1947)
- Почётный знак Столичного народного совета (март 1948)
- Народная артистка НРБ (30 апреля 1950)
- Орден «Георгий Димитров» (27 июня 1961) — в связи с 50-летием сценической и общественной деятельности
- Димитровская премия (1949).